# Magglingen
Magglingen (französisch Macolin) ist ein zweisprachiger Ort in der Gemeinde Leubringen (franz. Evilard) im Berner Seeland. Magglingen liegt oberhalb des Bielersees am Jurasüdfuss, genauer am Südosthang des Magglingerbergs.
Weil sich die Eidgenössische Hochschule für Sport in Magglingen befindet, ist der Ortsname zugleich ein Synonym für den Spitzensport.

## Ortsname
Der Name geht wohl auf einen germanischen Personennamen zurück. Er ist seit 1305 vor allem für das Gebiet von Obermagglingen, die sogenannten «Studmatten», bezeugt.
Geschrieben wurde der Name Macalingen, Macoleyn 1342, Maglingen 1536 und Mahlingen 1856.

## Geografie
Magglingen gehört zur Gemeinde Evilard. Die Fläche des 3,7 km² grossen Gemeindegebiets erstreckt sich auf der Höhe der Antiklinale des Magglingerbergs. Sie umfasst die Rodungsinsel von Evilard, die vom Malewagwald (bis 765 m ü. M., französisch Malvaux) umgeben ist. Nach Südwesten reicht das Gebiet in einem schmalen Streifen über die Rodungsinsel von Magglingen bis auf die Höhe des Magglingerbergs, auf dem sich mit 1070 m ü. M. der höchste Punkt der Gemeinde befindet. Von der Gemeindefläche entfielen 1997 29 % auf Siedlungen, 40 % auf Wald und Gehölze, 30 % auf Landwirtschaft, und etwas weniger als 1 % war unproduktives Land.
Nachbargemeinden von Leubringen-Magglingen sind Biel/Bienne, Orvin, Plateau de Diesse und Tüscherz.

## Verkehr
Seit 1887 fährt ab Biel, Seevorstadt, eine Standseilbahn hinauf nach Magglingen, der FUNIC Biel–Magglingen.
Auf der Strasse ist Magglingen über Evilard erreichbar.

## Bevölkerung

### Einwohner
Mit 2333 Einwohnern (Ende 2006) gehört die Gemeinde Evilard zu den grösseren Gemeinden des Berner Juras. Von den Bewohnern sind 59 % deutschsprachig, 41 % französischsprachig. Durch viele Zuzüger aus dem deutschsprachigen Gebiet des Kantons Bern bilden heute die Deutschsprachigen in der ehemals französischsprachigen Gemeinde eine deutliche Mehrheit (1989 erst 52 % deutsch- und 48 % französischsprachig).
Der Ort Magglingen selbst zählte Ende 2006 574 Einwohner (75 % deutsch- und 25 % französischsprachig).

### Zweisprachigkeit
Magglingen liegt nur wenige Kilometer entfernt von Biel, der grössten zweisprachigen Stadt der Schweiz. Die politische Gemeinde Leubringen-Magglingen (deutscher Name) oder Evilard-Macolin (französischer Name) ist durchwegs zweisprachig, daher sind auch die Dorfbezeichnungen auf Deutsch und Französisch. Die Magglinger Bevölkerung ist an den Gebrauch der jeweils anderen Sprache im Alltag gewöhnt.
Die Kinder von Magglingen gehen in Evilard/Leubringen zur Schule, wo es im selben Schulhaus sowohl deutsch- als auch französischsprachige Primarklassen gibt. Ab der ersten Klasse können die Kinder als Wahlfach die ihnen vom Elternhaus her unvertraute Sprache Deutsch oder Französisch belegen. Der Kindergarten ist gemischt zweisprachig.

## Geschichte

Luftbild (1950)

Um 1580 zählte Magglingen sechs Häuser mit 17 Einwohnern, 1770 waren es 4 Häuser mit 18 Personen, und 1793 wies der Ort 38 Einwohner auf. 1827 zählte Magglingen 10 Häuser, 1895 deren 20 mit 121 Einwohnern, 1905 waren es 18 Häuser und 106 Einwohner. Heute wohnen rund 700 Leute im Ort oberhalb des Bielersees.
Leubringen-Magglingens Entwicklung im 19. Jahrhundert wurde auf politischem Gebiet durch die Wiener Kongressakte von 1815, durch die Zuteilung an das Oberamt Nidau (zusammen mit Biel/Bienne, Bözingen und Vingelz) und 1832 an den Amtsbezirk Biel bestimmt. Vorstösse zur Fusion mit Biel hatten 1902 keinen Erfolg.
Ende des 19. Jahrhunderts wurde Magglingen berühmt als Kurort. Hoch thronend über dem Bieler Seeland, oft nebelfrei und mit Sicht auf die Alpen, liessen es sich die Gäste von fern und nah gut gehen. Das 1876/77 erbaute Kurhaus und die Standseilbahn nach Biel, die Biel-Magglingen-Bahn, sind die verbliebenen Zeugen dieser florierenden Zeit.

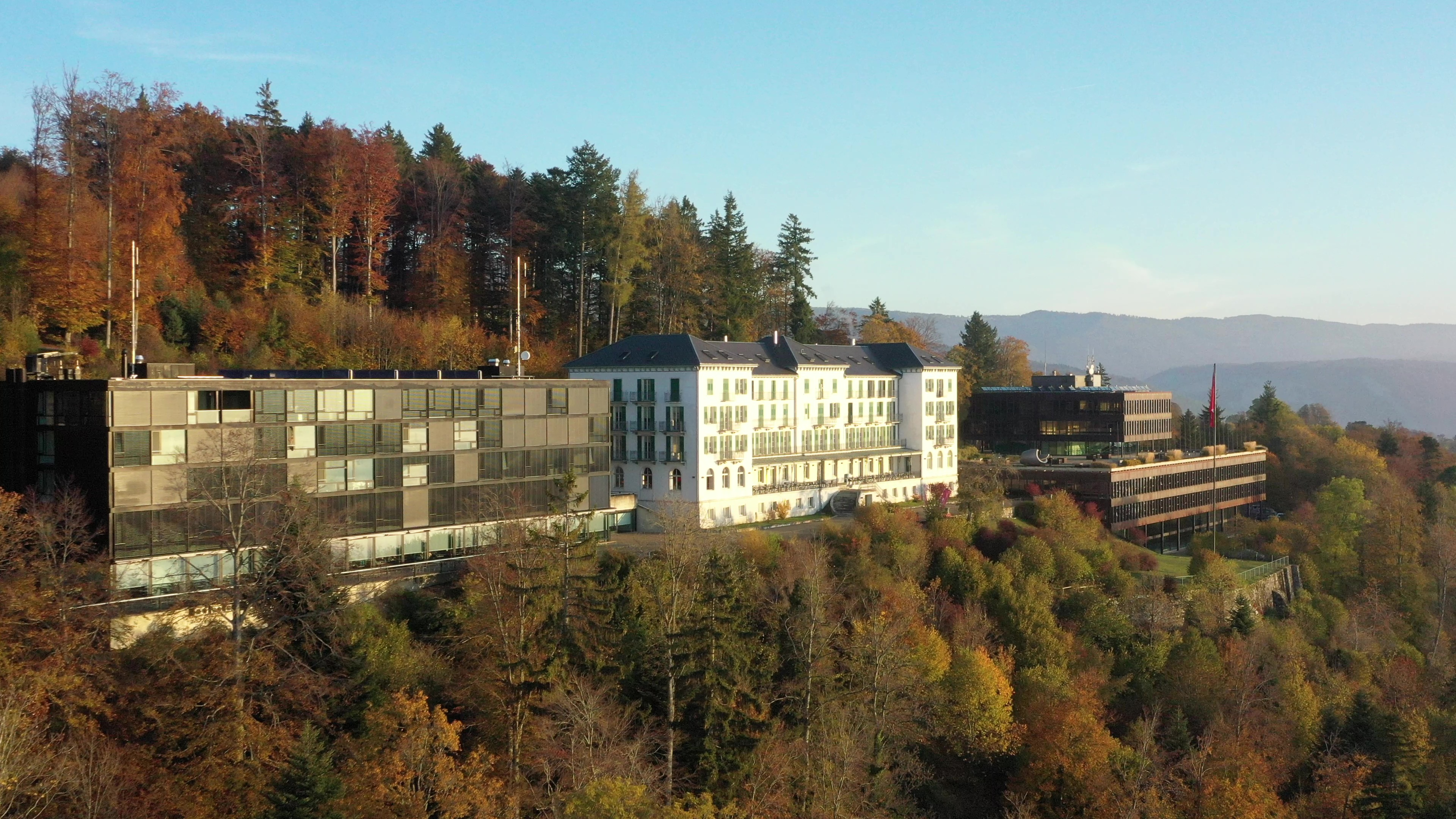
Bundesamt für Sport

## Bundesamt für Sport

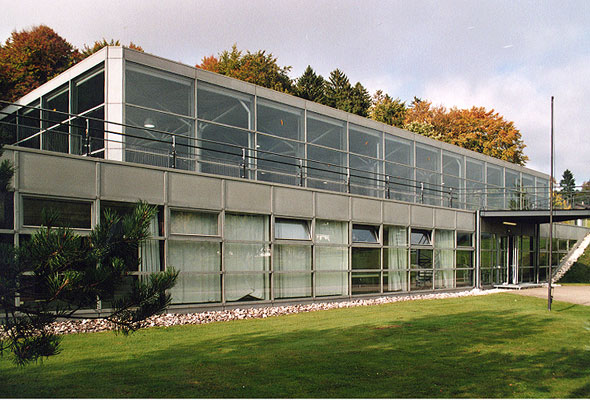
Jubiläumshalle der Sportschule in Magglingen

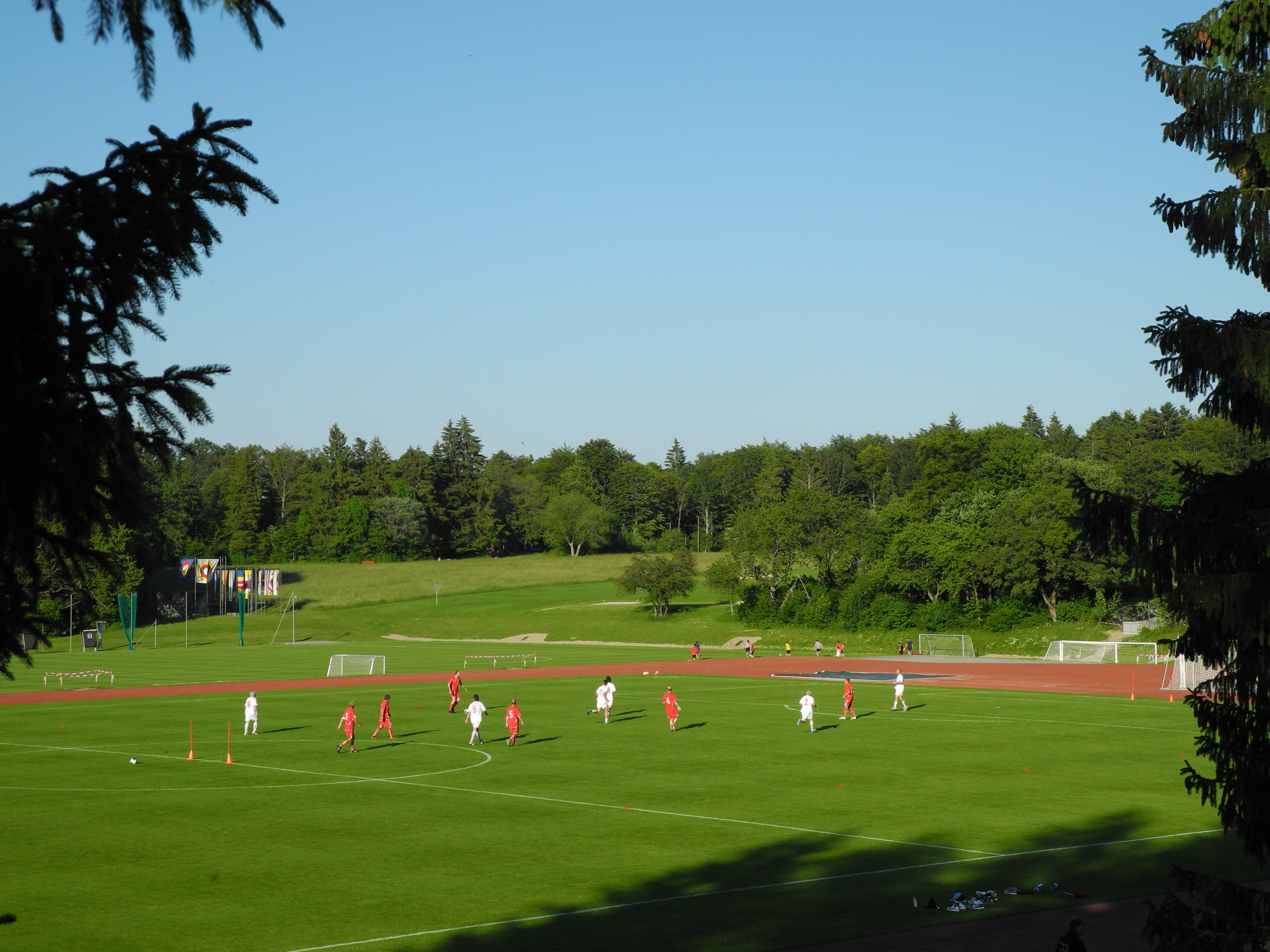
Fussballplätze Magglingen

Das Bundesamt für Sport (BASPO) hat seinen Sitz in Magglingen. Als Kompetenzzentrum des Bundes für den Schweizer Sport hat das BASPO den Auftrag, Sport und Bewegung in der Schweiz zu fördern – über alle Alters- und Leistungsgruppen hinweg. Die Eidgenössische Hochschule für Sport Magglingen ist Teil des BASPO und bietet Aus- und Weiterbildungen in den Bereichen Sport und Sportwissenschaften an. Spitzensportler erhalten in Magglingen zudem sportwissenschaftliche Unterstützung und optimale Trainingsmöglichkeiten, um effizient trainieren zu können. Deshalb ist «Magglingen» auch ein Synonym für das Trainingslager des Schweizer Spitzensports.
Im Zusammenhang mit dem Sportzentrum sorgten im Herbst 2020 die Magglingen-Protokolle für negative Schlagzeilen.